# Estación de La Peseta
La Peseta es una estación de la línea 11 del Metro de Madrid situada en el ensanche del mismo nombre, localizado al oeste de la ciudad de Madrid, entre los distritos de Latina y Carabanchel.

## Historia
La estación abrió al público el 18 de diciembre de 2006 siendo cabecera de la línea hasta el 5 de octubre de 2010, cuando la línea 11 se amplió a La Fortuna. La estación y la avenida rinden homenaje a la antigua moneda de España, a pesar de que los vecinos del barrio pidieron que se denominase Salvador Allende por el nombre de otra calle del barrio.

## Accesos
Vestíbulo La Peseta
- Avda. La Peseta Avda. La Peseta, 61
- Ascensor Avda. La Peseta, 61 (dentro del templete del acceso)

## Líneas y conexiones

### Metro
| << cabecera    | < estación       | línea | estación > | cabecera >> |
| -------------- | ---------------- | ----- | ---------- | ----------- |
| Plaza Elíptica | Carabanchel Alto |       | La Fortuna | La Fortuna  |

### Autobuses
| Diurnos   |                                                |                                                |
| Línea     | Destino                                        | Parada                                         |
| 35        | Plaza Mayor                                    | 3859 METRO LA PESETA (Av. La Peseta, 57)       |
| 155       | Aluche                                         | 3859 METRO LA PESETA (Av. La Peseta, 57)       |
| SE832     | Hospital Fundación San José                    | 3859 METRO LA PESETA (Av. La Peseta, 57)       |
| 35        | Carabanchel Alto                               | 3860 METRO LA PESETA (Av. La Peseta, 57)       |
| 155       | Plaza Elíptica                                 | 3860 METRO LA PESETA (Av. La Peseta, 57)       |
| SE832     | Príncipe Pío                                   | 3860 METRO LA PESETA (Av. La Peseta, 57)       |
| 118       | Embajadores                                    | 4180 LA PESETA (Cabecera Av. La Peseta)        |
| E1        | Cibeles                                        | 2646 LA PESETA (Cabecera Av. La Peseta)        |
| Nocturnos |                                                |                                                |
| Línea     | Destino                                        | Parada                                         |
| N17       | Cibeles vía Plaza Elíptica / Embajadores       | 3859 METRO LA PESETA (Av. La Peseta, 57)       |
| N16       | Cibeles vía Puerta de Toledo / Plaza de España | 4219 LA PESETA (Av. La Peseta frente al Nº 73) |